# 황금종려상

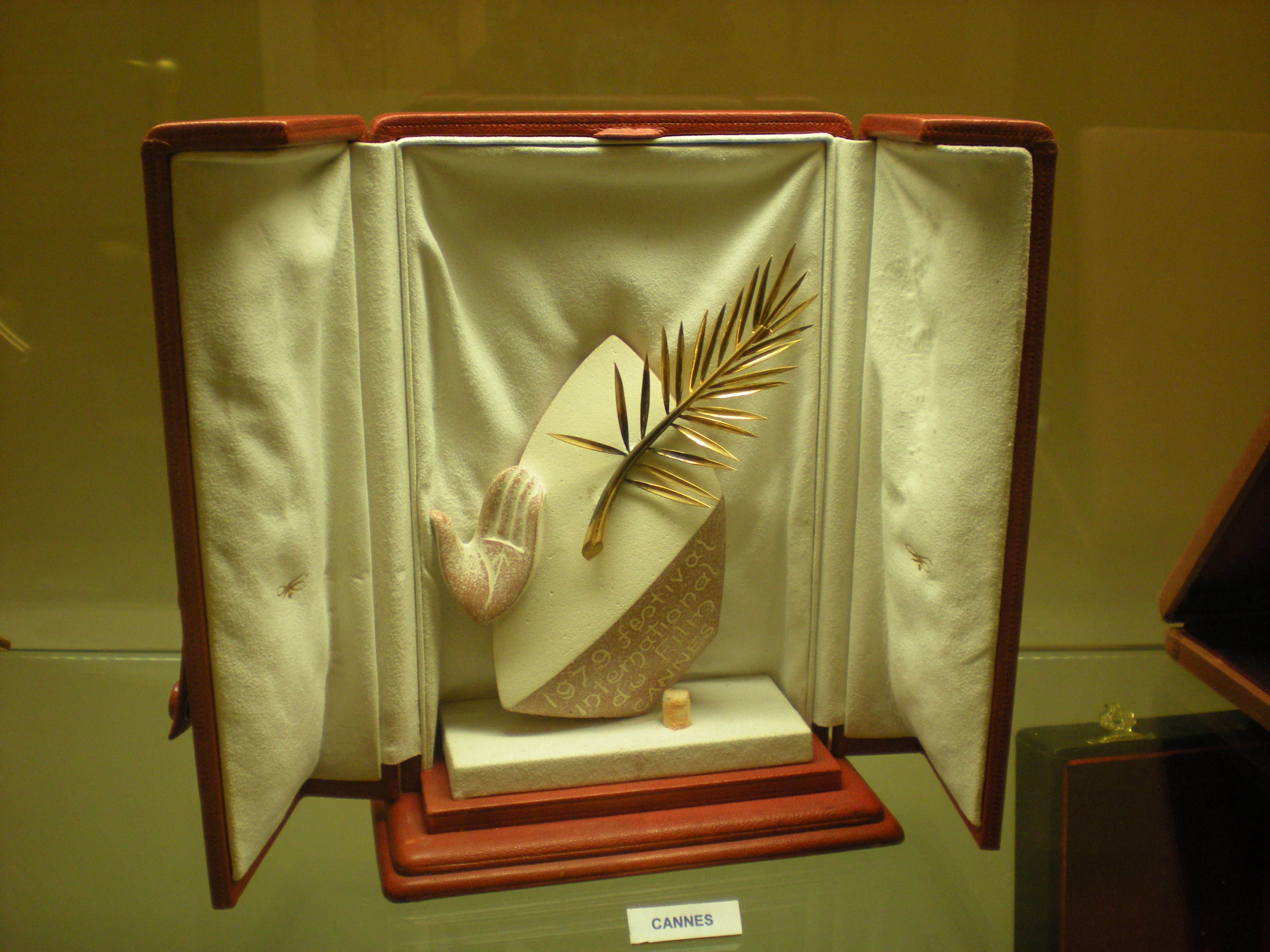
1979년 칸 영화제에서 《지옥의 묵시록》에게 시상된 황금종려상

황금종려상(黃金棕櫚賞, 프랑스어: Palme d'Or 팔름도르[*])은 칸 영화제에서 경쟁 부문 초청작 가운데 최고 작품의 감독에게 주어지는 영화제 최고상이다. 1955년 조직위원회가 상을 만들었다. 1939년부터 1954년까지 최고상의 이름은 국제영화제 그랑프리(Grand Prix du Festival International du Film)였으며, 1964년부터 1974년까지는 영화제 그랑프리(Grand Prix du Festival)가 최고상이었다.

## 역사

칸 시의 문장. 방패 속 흰색 종려나무잎 형상이 황금종려상의 유래가 되었다.

1939년 제1회 칸 국제영화제가 열렸을 당시 영화제 최고상은 '국제영화제 최고상' (Grand Prix du Festival International du Film)이라는 이름이었다. 그로부터 15년이 지난 1954년 영화제에서 최고상의 명칭을 바꾸고, 수여되는 조형물도 현대미술 작가의 디자인을 바탕으로 새단장하기로 하였다. 당시 영화제 감독위원회 측은 여러 공예가에게 '종려나무 잎'을 소재로 한 제작안을 의뢰하였다. 여기서 종려나무가 선정된 이유는 칸에서 흔히 볼 수 있는 나무로 칸 시의 문장에도 들어가 있기 때문이다. 최초의 황금종려상은 보석세공사 뤼시엔 라종 (Lucienne Lazon)이 디자인한 것으로 종려나무잎 줄기 아래 끝쪽 사면이 하트 모양을 이루는 형태였으며, 그 밑에는 작가 세바스티앙이 제작한 테라코타 받침대로 구성되어 있었다.
1955년 제8회 칸 국제영화제에서 처음으로 황금종려상 수상식이 열렸다. 최초의 영광을 안게 된 주인공은 <마티>의 델버트 맨 감독이었다. 이후로 수년간 황금종려식이 수상되다 1964년부터 1974년 영화제까지 잠시 '그랑프리' (Grand Prix)라는 이름으로 되돌아오기도 하였다. 1975년 제28회 영화제부터 다시 부활한 황금종려상은 해마다 최고수상작의 감독에게 수여되며 명실상부한 칸 영화제의 상징으로 자리잡게 되었다.
1975년 부활한 이래 황금종려잎 자체의 디자인은 계속해서 바뀌어 왔다. 원래는 둥그런 형태로 종려잎을 감싸던 받침대가 1980년대 들어서면서부터 조금씩 바뀌어 1984년에는 완전한 피라미드형 받침대로 바뀌었다. 1992년에는 티에리 드 부르크네 (Thierry de Bourqueney)의 디자인으로 황금종려잎의 형상이 조금 더 심플해졌고 받침대도 손수 깎은 크리스탈 소재로 바뀌었다. 1997년에는 스위스 보석브랜드 쇼파르의 카롤린 쇠펠 (Caroline Scheufele)이 기존의 디자인을 약간 수정하였는데, 24캐럿짜리 황금을 밀랍 틀에 담아 제작한 종려잎을 크리스탈 조각 하나가 쿠션처럼 받치고 있는 형태가 되었다. 또 이를 푸른 모로코가죽으로 제작한 상자에 담아 전달하게 되었다. 2017년 칸 영화제에서는 영화제 70주년을 기념한 새로운 디자인이 다시금 공개되었다. 이때의 특이사항은 RJC (Responsible Jewellery Council)에서 올바른 기업윤리를 지키는 것으로 확인된 업체에서 다이아몬드를 수급받아 제작했다는 점이었다.

## 수상작

### 국제영화제 그랑프리 (1939년-1954년)
| 연도   | 영화                  | 원제                              | 감독                     | 감독 국적 (영화 개봉 당시) |
| ------ | --------------------- | --------------------------------- | ------------------------ | -------------------------- |
| 1939년 | 《대평원》            | Union Pacific                     | 세실 B. 데밀             | 미국*                      |
| 1946년 | 《결정적 전환점》     | Velikij perelom / Великий перелом | 프리드릭 에믈러          | 소련*                      |
| 1946년 | 《날개없는 사나이들》 | Muži bez křídel                   | 프란티셰크 카프          | 체코슬로바키아*            |
| 1946년 | 《마지막 기회》       | Die Letzte Chance                 | 레오폴트 린드베르크      | 스위스*                    |
| 1946년 | 《아이리스와 중위》   | Iris och löjtnantshjärta          | 알프 시에베리            | 스웨덴*                    |
| 1946년 | 《마리아 칸델라리아》 | María Candelaria                  | 에밀리오 페르난데스      | 멕시코*                    |
| 1946년 | 《무방비 도시》       | Roma, città aperta                | 로베르토 로셀리니        | 이탈리아*                  |
| 1946년 | 《아랫마을》          | Neecha Nagar / नीचा नगर             | 체단 아난도              | 인도*                      |
| 1946년 | 《밀회》              | Brief Encounter                   | 데이비드 린              | 영국*                      |
| 1946년 | 《전원 교향곡》       | La symphonie pastorale            | 장 들라노이              | 프랑스*                    |
| 1946년 | 《잃어버린 주말》     | The Lost Weekend                  | 빌리 와일더              | 미국                       |
| 1946년 | 《붉은 초원》         | De røde enge                      | 보딜 입센, 라우 라우리첸 | 덴마크*                    |
| 1949년 | 《제3의 사나이》      | The Third Man                     | 캐럴 리드                | 영국                       |
| 1951년 | 《영양 제리》         | Fröken Julie                      | 알프 시에베리            | 스웨덴                     |
| 1951년 | 《밀라노의 기적》     | Miracolo a Milano                 | 비토리오 데 시카         | 이탈리아                   |
| 1952년 | 《오델로》            | Othello                           | 오손 웰스                | 미국                       |
| 1952년 | 《2펜스의 희망》      | Due soldi di speranza             | 레나토 카스텔라니        | 이탈리아                   |
| 1953년 | 《공포의 보수》       | Le Salaire de la Peur             | 앙리 조르주 클루조       | 프랑스                     |
| 1954년 | 《지옥문》            | Jigokumon / 地獄門                | 기누가사 데이노스케      | 일본*                      |

### 황금종려상 (1955년-1963년)
| 연도   | 영화                     | 원제                     | 감독                  | 감독의 국적 (영화 개봉 당시) |
| ------ | ------------------------ | ------------------------ | --------------------- | ---------------------------- |
| 1955년 | 《마티》 §               | Marty                    | 델버트 맨             | 미국                         |
| 1956년 | 《침묵의 세계》          | Le monde du silence      | 자크 쿠스토 & 루이 말 | 프랑스                       |
| 1957년 | 《우정어린 설득》        | Friendly Persuasion      | 윌리엄 와일러         | 미국                         |
| 1958년 | 《학이 난다》            | Летят журавли            | 미하일 칼라토조프     | 소련                         |
| 1959년 | 《흑인 오르페》 §        | Orfeu Negro              | 마르셀 카뮈           | 프랑스                       |
| 1960년 | 《달콤한 인생》 §        | La dolce vita            | 페데리코 펠리니       | 이탈리아                     |
| 1961년 | 《이처럼 긴 부재》 §     | Une aussi longue absence | 앙리 콜피             | 프랑스                       |
| 1961년 | 《비리디아나》 §         | Viridiana                | 루이스 부뉴엘         | 스페인                       |
| 1962년 | 《산타 바바라의 맹세》 § | O Pagador de Promessas   | 안셀무 두아르트       | 브라질*                      |
| 1963년 | 《표범》 §               | Il gattopardo            | 루치노 비스콘티       | 이탈리아                     |

### 국제영화제 그랑프리 (1964년-1974년)
| 연도   | 영화                                        | 감독                                        | 감독의 국적 (영화 개봉 당시)                |
| ------ | ------------------------------------------- | ------------------------------------------- | ------------------------------------------- |
| 1964년 | 쉘부르의 우산                               | 자크 드미                                   | 프랑스                                      |
| 1965년 | 낵, 어떻게 얻을 것인가                      | 리처드 레스터                               | 영국                                        |
| 1966년 | 남과 여                                     | 클로드 를루슈                               | 프랑스                                      |
| 1966년 | 마담 시뇨리                                 | 피에트로 제르미                             | 이탈리아                                    |
| 1967년 | 욕망                                        | 미켈란젤로 안토니오니                       | 이탈리아                                    |
| 1968년 | 프랑스 파리에서 일어난 5월 혁명으로 취소됨. | 프랑스 파리에서 일어난 5월 혁명으로 취소됨. | 프랑스 파리에서 일어난 5월 혁명으로 취소됨. |
| 1969년 | 만약                                        | 린지 앤더슨                                 | 영국                                        |
| 1970년 | 매시                                        | 로버트 올트먼                               | 미국                                        |
| 1971년 | 사랑의 메신저                               | 조지프 로지                                 | 미국                                        |
| 1972년 | 천국으로 가는 노동계급 §                    | 엘리오 페트리                               | 이탈리아                                    |
| 1972년 | 마테이 사건 §                               | 프란체스코 로시                             | 이탈리아                                    |
| 1973년 | 하수인                                      | 앨런 브리지스                               | 영국                                        |
| 1973년 | 허수아비                                    | 제리 셰츠버그                               | 미국                                        |
| 1974년 | 컨버세이션                                  | 프랜시스 포드 코폴라                        | 미국                                        |

### 황금종려상 (1975년-현재)
| 연도   | 영화                           | 원제                                           | 감독                                | 감독 국적 (영화 개봉 당시)    |
| ------ | ------------------------------ | ---------------------------------------------- | ----------------------------------- | ----------------------------- |
| 1975년 | 《불타는 해의 연대기》         | Chronique des années de braise                 | 모하마드 라크다하미나               | 알제리*                       |
| 1976년 | 《택시 드라이버》              | Taxi Driver                                    | 마틴 스코세이지                     | 미국                          |
| 1977년 | 《파드레 파드로네》            | Padre Padrone                                  | 파올로 타비아니 & 비토리아 타비아니 | 이탈리아                      |
| 1978년 | 《나막신 나무》 §              | L'albero degli zoccoli                         | 에르마노 올미                       | 이탈리아                      |
| 1979년 | 《양철북》                     | Die Blechtrommel                               | 폴커 슐뢴도르프                     | 서독*                         |
| 1979년 | 《지옥의 묵시록》              | Apocalypse Now                                 | 프랜시스 포드 코폴라                | 미국                          |
| 1980년 | 《카게무샤》                   | 影武者                                         | 구로사와 아키라                     | 일본                          |
| 1980년 | 《올 댓 재즈》                 | All That Jazz                                  | 보브 포스                           | 미국                          |
| 1981년 | 《철의 사나이》                | Człowiek z żelaza                              | 안제이 바이다                       | 폴란드*                       |
| 1982년 | 《욜》 §                       | Yol                                            | 이을마즈 귀네이, 세리프 고렌        | 튀르키예*                     |
| 1982년 | 《의문의 실종》 §              | Missing                                        | 코스타 가브라스                     | 그리스*                       |
| 1983년 | 《나라야마 부시코》            | 楢山節考                                       | 이마무라 쇼헤이                     | 일본                          |
| 1984년 | 《파리 텍사스》 §              | Paris, Texas                                   | 빔 벤더스                           | 서독                          |
| 1985년 | 《아빠는 출장중》 §            | Отац на службеном путу                         | 에미르 쿠스투리차                   | 유고슬라비아*                 |
| 1986년 | 《미션》                       | The Mission                                    | 롤랑 조페                           | 영국                          |
| 1987년 | 《사탄의 태양 아래》 §         | Sous le soleil de Satan                        | 모리스 피알라                       | 프랑스                        |
| 1988년 | 《정복자 펠레》                | Pelle erobreren                                | 빌레 아우구스트                     | 덴마크                        |
| 1989년 | 《섹스, 거짓말, 비디오테이프》 | Sex, Lies, and Videotape                       | 스티븐 소더버그                     | 미국                          |
| 1990년 | 《광란의 사랑》                | Wild at Heart                                  | 데이비드 린치                       | 미국                          |
| 1991년 | 《바톤 핑크》 §                | Barton Fink                                    | 코언 형제                           | 미국                          |
| 1992년 | 《최선의 의도》                | Den goda viljan                                | 빌레 아우구스트                     | 덴마크                        |
| 1993년 | 《피아노》                     | The Piano                                      | 제인 캠피언                         | 뉴질랜드*                     |
| 1993년 | 《패왕별희》                   | 霸王別姬                                       | 천카이거                            | 중국*                         |
| 1994년 | 《펄프 픽션》                  | Pulp Fiction                                   | 쿠엔틴 타란티노                     | 미국                          |
| 1995년 | 《언더그라운드》               | Подземље                                       | 에미르 쿠스투리차                   | 유고슬라비아                  |
| 1996년 | 《비밀과 거짓말》              | Secrets & Lies                                 | 마이크 리                           | 영국                          |
| 1997년 | 《우나기》                     | うなぎ                                         | 이마무라 쇼헤이                     | 일본                          |
| 1997년 | 《체리향기》                   | طعم گيلاس                                      | 아바스 키아로스타미                 | 이란*                         |
| 1998년 | 《영원과 하루》 §              | Μια αιωνιότητα και μια μέρα                    | 테오 앙겔로풀로스                   | 그리스                        |
| 1999년 | 《로제타》 §                   | Rosetta                                        | 장피에르 다르덴, 뤽 다르덴          | 벨기에*                       |
| 2000년 | 《어둠 속의 댄서》             | Dancer in the Dark                             | 라스 폰 트리에                      | 덴마크                        |
| 2001년 | 《아들의 방》                  | La stanza del figlio                           | 난니 모레티                         | 이탈리아                      |
| 2002년 | 《피아니스트》                 | Pianista                                       | 로만 폴란스키                       | 프랑스 폴란드                 |
| 2003년 | 《엘리펀트》                   | Elephant                                       | 거스 밴 샌트                        | 미국                          |
| 2004년 | 《화씨 9/11》                  | Fahrenheit 9/11                                | 마이클 무어                         | 미국                          |
| 2005년 | 《더 차일드》                  | L'enfant                                       | 장피에르 다르덴, 뤽 다르덴          | 벨기에                        |
| 2006년 | 《보리밭을 흔드는 바람》 §     | The Wind That Shakes the Barley                | 켄 로치                             | 영국                          |
| 2007년 | 《4개월, 3주... 그리고 2일》   | 4 luni, 3 săptămâni şi 2 zile                  | 크리스티안 문지우                   | 루마니아*                     |
| 2008년 | 《클래스》 §                   | Entre les murs                                 | 로랑 캉테                           | 프랑스                        |
| 2009년 | 《하얀 리본》                  | Das weiße Band, Eine deutsche Kindergeschichte | 미하엘 하네케                       | 오스트리아*                   |
| 2010년 | 《엉클 분미》                  | Lung Bunmi Raluek Chat / ลุงบุญมีระลึกชาติ          | 아피찻퐁 위라세타쿤                 | 타이*                         |
| 2011년 | 《트리 오브 라이프》           | The Tree of Life                               | 테렌스 맬릭                         | 미국                          |
| 2012년 | 《아무르》                     | Amour                                          | 미하엘 하네케                       | 오스트리아                    |
| 2013년 | 《가장 따뜻한 색, 블루》 §     | La Vie d'Adèle: Chapitres 1 et 2               | 압둘라티프 케시시                   | 프랑스 튀니지                 |
| 2014년 | 《윈터 슬립》                  | Kış Uykusu                                     | 누리 빌게 제일란                    | 튀르키예                      |
| 2015년 | 《디판》                       | Dheepan                                        | 자크 오디아르                       | 프랑스                        |
| 2016년 | 《나, 다니엘 블레이크》        | I, Daniel Blake                                | 켄 로치                             | 영국                          |
| 2017년 | 《더 스퀘어》                  | The Square                                     | 루벤 외스틀룬드                     | 스웨덴                        |
| 2018년 | 《어느 가족》                  | 万引き家族                                     | 고레에다 히로카즈                   | 일본                          |
| 2019년 | 《기생충》 §                   | 기생충                                         | 봉준호                              | 대한민국*                     |
| 2020년 | 코로나19 범유행으로 개최 취소  | 코로나19 범유행으로 개최 취소                  | 코로나19 범유행으로 개최 취소       | 코로나19 범유행으로 개최 취소 |
| 2021년 | 《티탄》                       | Titane                                         | 쥘리아 뒤쿠르노                     | 프랑스                        |
| 2022년 | 《슬픔의 삼각형》              | Triangle of Sadness                            | 루벤 외스틀룬드                     | 스웨덴                        |
| 2023년 | 《추락의 해부》                | Anatomy of a Fall                              | 쥐스틴 트리에                       | 프랑스                        |
| 2024년 | 《아노라》                     | Anora                                          | 숀 베이커                           | 미국                          |
| 2025년 | 《그저 사고였을 뿐》           | یک تصادف ساده                                  | 자파르 파나히                       | 이란                          |

* 는 첫 수상을 나타낸다

§ 는 만장일치 수상을 나타낸다

## 명예 황금종려상
1997년 칸 영화제 심사위원회는 영화제 개최 50주년을 기념하여 사상 처음으로 '종려상 중의 종려상' (Palme des Palmes)을 수여하기로 하였다. 수상자는 스웨덴의 영화감독 잉마르 베리만에게 돌아갔다.
2002년 영화제부터 영화계에서 주목할 만한 성과를 이루어냈으나, 황금종려상을 수상하지 못한 감독 및 배우에게 비경쟁상인 명예 황금종려상이 비정기적으로 시상하기 시작하였다.
| 연도   | 수상자                                  | 국적            |
| ------ | --------------------------------------- | --------------- |
| 2002년 | 우디 앨런                               | 미국            |
| 2003년 | 잔 모로                                 | 프랑스          |
| 2005년 | 카트린 드뇌브                           | 프랑스          |
| 2007년 | 제인 폰다                               | 영국            |
| 2008년 | 마노엘 드 올리베이라                    | 포르투갈        |
| 2009년 | 클린트 이스트우드                       | 미국            |
| 2011년 | 장폴 벨몽도 베르나르도 베르톨루치       | 프랑스 이탈리아 |
| 2015년 | 아녜스 바르다                           | 프랑스          |
| 2016년 | 장피에르 레오                           | 프랑스          |
| 2017년 | 제프리 캐천버그                         | 미국            |
| 2019년 | 알랭 들롱                               | 프랑스          |
| 2021년 | 마르코 벨로키오 조디 포스터             | 이탈리아 미국   |
| 2022년 | 포레스트 휘터커 톰 크루즈               | 미국            |
| 2023년 | 마이클 더글러스 해리슨 포드             | 미국            |
| 2024년 | 메릴 스트립 조지 루카스 스튜디오 지브리 | 미국 일본       |
| 2025년 | 로버트 드니로 덴절 워싱턴               | 미국            |

## 2회 이상 수상자
- 알프 시에베리 (1946, 1951)
- 프랜시스 포드 코폴라 (1974, 1979)
- 빌레 아우구스트 (1988, 1992)
- 에미르 쿠스투리차 (1985, 1995)
- 이마무라 쇼헤이 (1983, 1997)
- 뤼크 다르덴, 장 피에르 다르덴 (1999, 2005)
- 미하엘 하네케 (2009, 2012)
- 켄 로치 (2006, 2016)
- 루벤 외스틀룬드 (2017, 2022)

## 같이 보기
- 베를린 국제 영화제의 최고상: 황금곰상
- 베네치아 국제 영화제의 최고상: 황금사자상